# Зельце
Зельце (нем. Seelze) — город в Германии, в земле Нижняя Саксония.
Входит в состав района Ганновер. Население составляет 32 782 человека (на 31 декабря 2010 года). Занимает площадь 54 км². Официальный код — 03 2 41 015.

## История
1625: к югу от Зельце происходит военное сражение в ходе Тридцатилетней войны.
1847: в результате строительства железнодорожной ветки из Ганновера в Минден, Зельце становится единственной станцией между Главным вокзалом Ганновера и Вунсторфом.
1900: строительство химической фабрики.
1909: строительство одной из самых больших сортировочных станций в Германии.
1912—1916: строительство Среднегерманского канала.
2014: для обезвреживания обнаруженного неподалёку от города снаряда весом 1800 кг времен Второй Мировой войны проведена эвакуация 14 000 человек.

## Население
| Год  | Население |
| ---- | --------- |
| 1990 | 30 507    |
| 1995 | 32 530    |
| 2000 | 33 040    |
| 2005 | 33 206    |
| 2010 | 32 683    |

## Фотографии

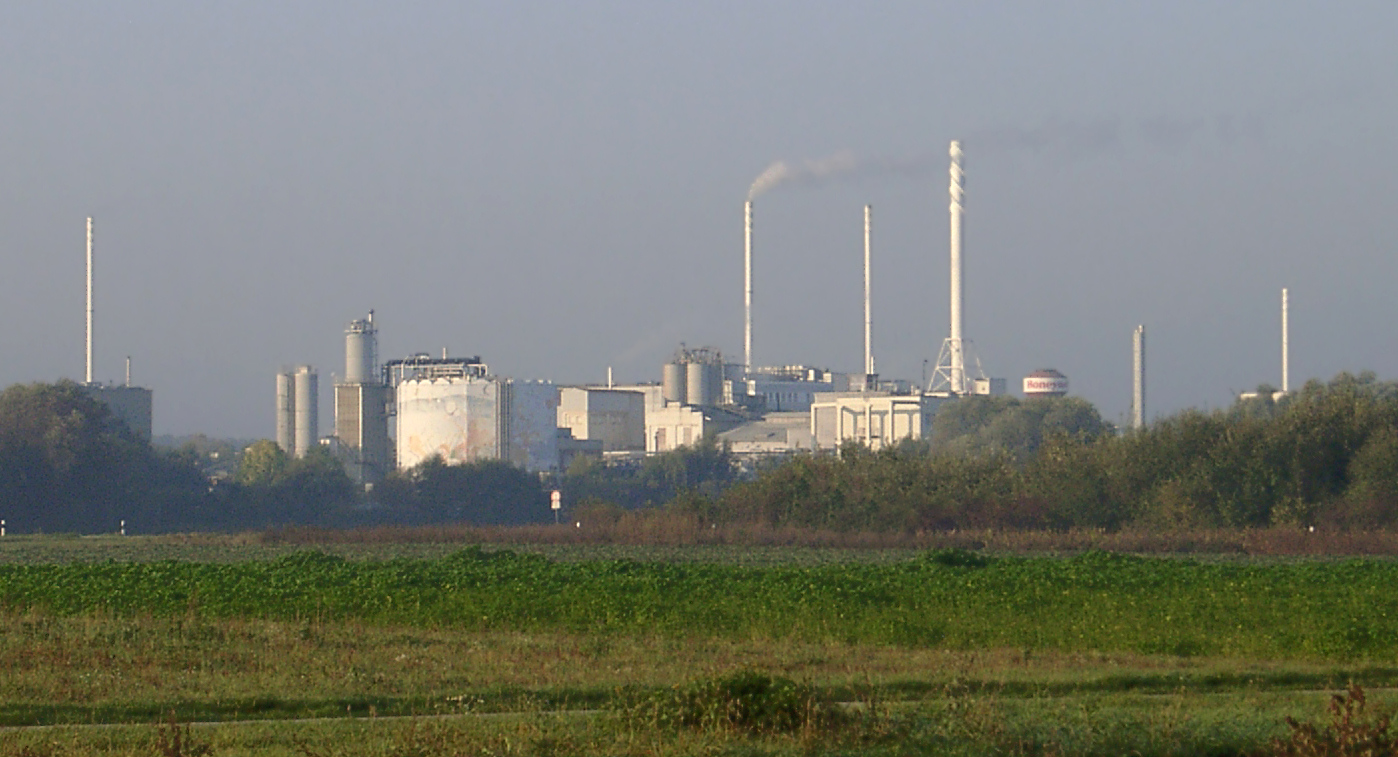
Химическая фабрика
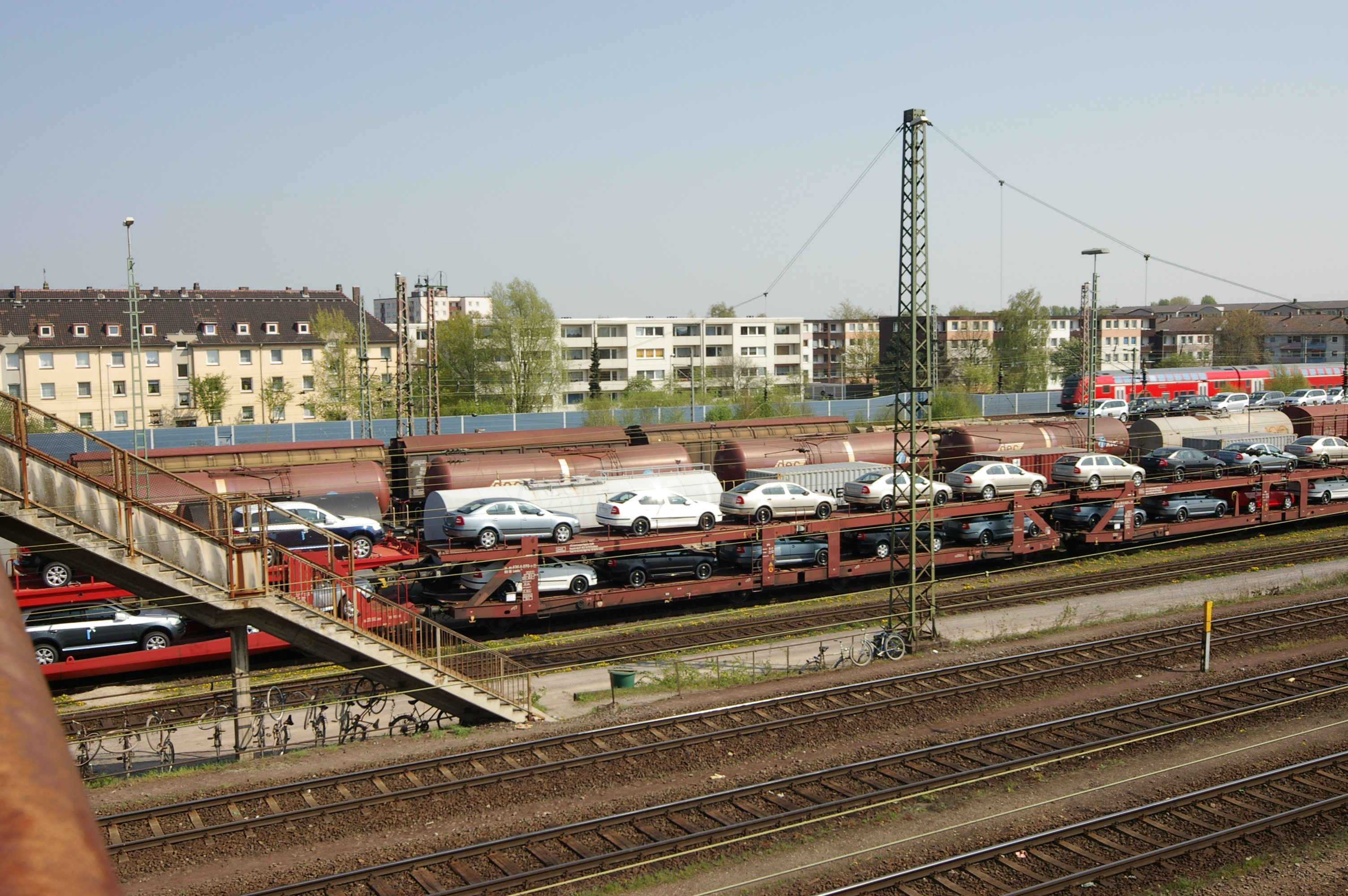
Сортировочкая станция
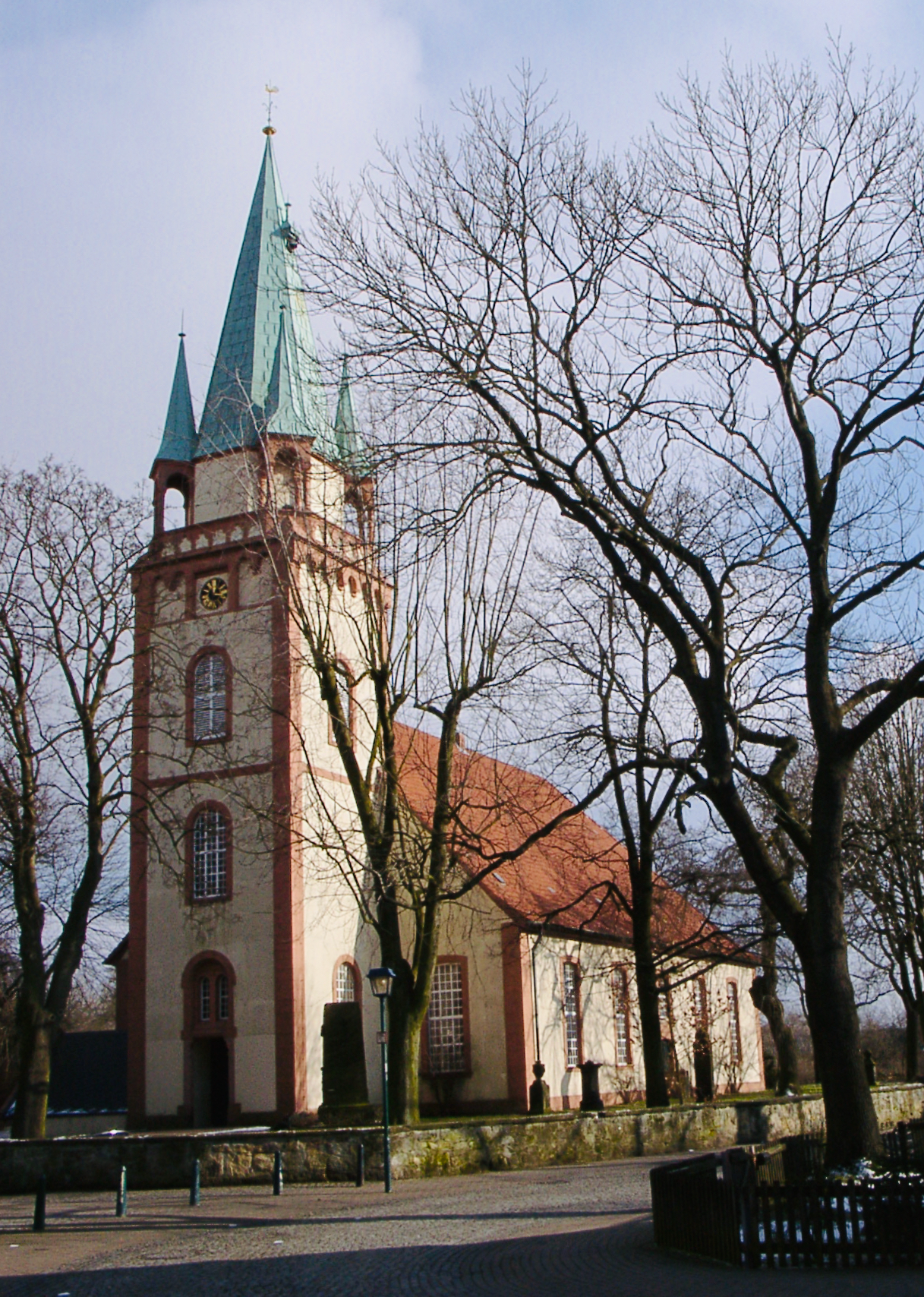
Церковь
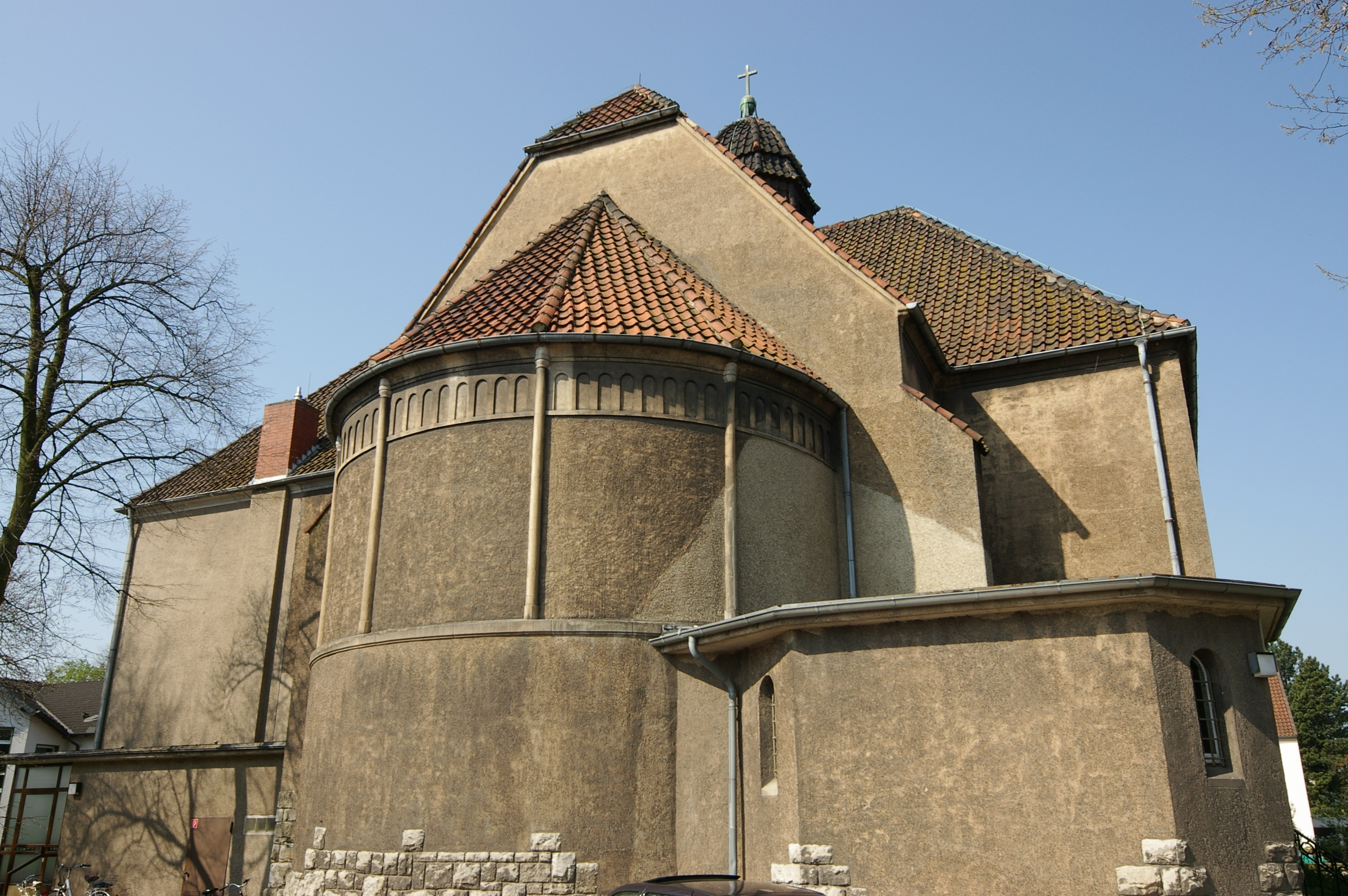
Церковь